# لیزا نوردن
لیزا نوردن (انگلیسی: Lisa Nordén؛ زادهٔ ۲۴ نوامبر ۱۹۸۴) از برندگان مدال‌های بازی‌های المپیک تابستانی اهل سوئد است.